# 측지 다면체
측지 다면체(geodesic polyhedron, 지오데식 다면체) 또는 측지적 구체(geodesic sphere, 지오데식 구체)는 삼각형으로 만들어진 여러 볼록한 꼭짓점들과 분할된 면들을 가지는 다면체이다. 이것은 일반적으로 5개의 삼각형이 있는 12개의 꼭짓점을 제외하고 한 꼭짓점에 6개의 삼각형이 있는 20면체 대칭을 가지고 있다. 이것은  육각형(hexagon)면만을 가진 것에서 대응하는 골드버그 다면체(Goldberg polyhedron)의 쌍대로 알려져있다.

## 예
|                                                                                           |
| (예시) 정삼각형으로 구현된 지오데식 구체(다면체) - 정육각형과 정오각형의 조합을 보여준다. |

## 축구공
지오데식 다면체의 유명한 예는 1970년 멕시코 월드컵에서부터 공식적으로 사용한 정6각형(20개)과 정5각형(12개)을 각각 연결해서 구현한 현대의 축구공이다.
|                                                                             |
| (예시) 정6각형 20개와 정5각형 12개로 구현된 축구공의 구체(sphere) 조합 배열 |

|      |
| 예시 |

## 같이 보기
- 구체
- 측지선
- 측지 돔

## 참고 문헌
- Goldberg, Michael (1937). “A class of multi-symmetric polyhedra”. 《Tohoku Mathematical Journal》 43: 104–108.
- Joseph D. Clinton, Clinton’s Equal Central Angle Conjecture
- Hart, George (2012). 〈Goldberg Polyhedra〉.   Senechal, Marjorie. 《Shaping Space》 2판. Springer. 125–138쪽. doi:10.1007/978-0-387-92714-5_9. ISBN 978-0-387-92713-8.
- Hart, George (2013년 6월 18일). “Mathematical Impressions: Goldberg Polyhedra”. Simons Science News.
- Schein, S.; Gayed, J. M. (2014년 2월 25일). “Fourth class of convex equilateral polyhedron with polyhedral symmetry related to fullerenes and viruses”. 《Proceedings of the National Academy of Sciences》 (영어) 111 (8): 2920–2925. Bibcode:2014PNAS..111.2920S. doi:10.1073/pnas.1310939111. ISSN 0027-8424. PMC 3939887. PMID 24516137.